# Panzerzug Witjas
Der Panzerzug Witjas (russisch: Бронепоезд Витязь, Bronepojesd Witjas, deutsch: Ritter) war ein Panzerzug der Weißen Armee aus der Zeit des Russischen Bürgerkrieges.

## Geschichte
Im Frühjahr 1920 wurde der Panzerzug P... (Name unbekannt, im Folgenden nur P genannt) zum Bahnhof nach Karymskoje beordert. Der Oberstleutnant Fjodor Mejbom erhielt den Befehl, den Kommandanten und alle Offiziere dieses Panzerzuges wegen Plünderung zu verhaften. Sie sollten vor ein Militärgericht gestellt werden. Nachdem der Panzerzug P den Bahnhof erreicht hatte, wurde der Kommandant zum Oberstleutnant befohlen. Dieser zeigte ihm den Verhaftungsbefehl, worauf dieser nur meinte, dass er dem General Molchanow nicht unterstellt sei und dieser ihm nichts zu sagen hätte. Unter dem Vorwand, den Verhaftungsbefehl seinen Offizieren zu zeigen, ging der Kommandant zu seinem Panzerzug zurück. Dieser gab seiner Mannschaft jedoch den Befehl zum Kampf und setzte seinen Panzerzug in Bewegung. Die Kanonen und Maschinengewehre wurden auf die umstehenden Truppen gerichtet, doch kein einziger Schuss fiel und der Panzerzug verließ den Bahnhof.
Nachdem es dem Oberstleutnant Mejbom gelang, eine direkte Leitung zum Kommandanten des nächsten Bahnhofes in Andrianowka zu bekommen, wurden dort alle Maßnahmen getroffen um den Panzerzug P aufzuhalten. Die Strecke wurde durch eine Blockade mit allem was man finden konnte gestört und der Panzerzug musste anhalten. Aufgrund der ausweglosen Lage ließen sich der Kommandant und seine Offiziere ohne Gegenwehr verhaften. Dem Rest der Besatzung geschah nichts. Nachdem der Oberstleutnant dem General Molchanow von der Verhaftung berichtet hatte, wurde er umgehend zum neuen Kommandanten des Panzerzuges bestimmt. Man begann mit einer Neulackierung und der Name Витязь (Witjas) wurde an die Seiten des Panzerzuges geschrieben. Der neue Panzerzug Witjas wurde Teil der fernöstlichen Armee unter dem Ataman Grigori Michailowitsch Semjonow. Zugeteilt wurde er dem 1. Regiment der Freiwilligen Brigade.

## Technische Daten

### Artilleriewagen

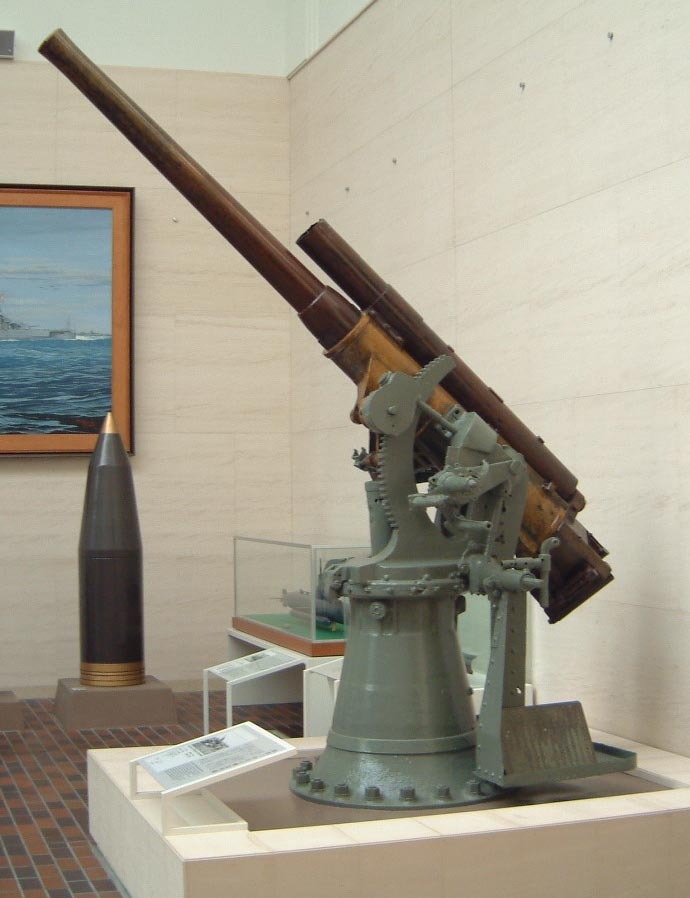
7,62-cm-Flugabwehrkanone auf Drehringlafette

Der Panzerzug Witjas verfügte über vier Artilleriewagen. Zwei dieser Wagen waren mit japanischen 7,62-cm-Flugabwehrkanonen ausgerüstet. Einer der Wagen mit zwei, der zweite mit nur einem Geschütz. Der dritte Wagen verfügte über eine 152-mm-L/45-Kanone M1892 in einer Marine-Lafette. Der vierte Wagen, welcher zeitgleich der Wagen des Kommandanten war, verfügte über einen 11,4-cm-Mörser und einer unbekannten Hotchkiss-Kanone auf dem Dach.

## Einsatz
Den ersten Einsatz und zugleich seine Feuertaufe erlebte die Besatzung mit dem Panzerzug Witjas im Bereich des Bahnhofes Urulga. Der Zufall spielt der Weißen Armee in die Hände, denn in der Nacht vor dem Angriff der bolschewistische Truppen wurde ein Späher gefangen genommen. Dieser verriet, dass der Angriff unmittelbar bevor stand und der Panzerzug wurde in volle Alarmbereitschaft gebracht. Das Ziel  der bolschewistischen Truppen war es, den Eisenbahnknotenpunkt Karymskoje zu erobern. Bei diesem Gefecht traf der Panzerzug Witjas auf den bolschewistischen Panzerzug Towarzysz Blücher. Um 5:30 Uhr erhielt der Kommandant einen Anruf durch eine seiner Aufklärungsdraisine. Diese meldete, dass man im dichten Nebel deutliche Geräusche eines sich schnell nähernden Zuges vernehme. Umgehend wurde die Draisine zum Panzerzug zurück befohlen und man bereitete sich auf das Eintreffen des Panzerzug Towarzysz Blücher vor.
Langsam lichtete sich der Nebel und der Tag brach an. In einiger Entfernung wurde weißer Rauch deutlich und langsam erschien der feindliche Panzerzug. Die Sirene zum Angriff beim Panzerzug Witjas ertönte und zeitnah eröffneten alle Geschütze des Panzerzuges das Feuer. Der feindliche Panzerzug hatte keine Chance zu reagieren und wurde durch mehrere direkte Treffer komplett zerstört. Danach unterstützte er die Verteidigung gegen Infanterie. Nachdem die feindliche Artillerie das Feuer auf den Panzerzug eröffnete, erhielt er Panzerzug einige schwere Treffer. Der erste Artilleriewagen mit zwei japanischen Geschützen wurde schwer beschädigt. Das dritte japanische Geschütz des zweiten Artilleriewagens wurde so schwer getroffen, dass es mit einer heftigen Explosion hoch ging. Dabei wurden die zwei weitere Wagen schwer beschädigt. Umgehend löste man die beschädigten Wagen vom Panzerzug und zog sich zurück. Kurz vor erreichen der eigenen Stellungen wurde die Dampflokomotive getroffen und der Panzerzug blieb stehen. Zeitgleich trat das 2. Freiwilligenregiment der Weißen Armee zu einem Gegenangriff an. Dabei erreichten sie den Panzerzug und konnten ihn sichern. Mit den letzten beiden Geschützen unterstützte der Panzerzug noch weitere Angriffe. Ebenfalls zu Hilfe kam der gerade eingetroffene Panzerzug Chrabry. Dieser schleppte den Panzerzug Witjas zum Bahnhof in Karymskaya. Bei diesem Gefecht erhielt der Panzerzug Witjas zwölf direkte Treffer. 16 Offiziere und 23 Mannschaftssoldaten wurden verwundet oder getötet.
Trotz der schweren Schäden und einer notdürftigen Reparatur der Dampflokomotive sollte der Panzerzug die Karymsky-Brücke so lange sichern und bewachen, bis die eigenen Truppen sie passiert hätten. Danach sollte die Brücke gesprengt werden. Ohne Unterstützung von Infanterie hielt der Panzerzug mehrere Tage lang seine Position und blieb unbemerkt vom Feind. Da jedoch immer mehr Anzeichen von feindlichen Kräften in der Nähe bekannt wurden, befahl der Kommandant die Sprengung der Karymsky-Brücke.
Der Panzerzug zog sich weiter zurück und passierte Andrianowka. Kurz danach hörte man hinter sich Gewehrfeuer und sah eine feindliche Kolonne, welche Andrianowka angriff. Der Panzerzug wich weiter in Richtung Sedlowa aus. Kurz vor erreichen des Bahnhofes vernahm man Artilleriefeuer, konnte jedoch nicht zuordnen, von wo oder wem es kam. Wenige Minuten später sah man, dass mehrere feindliche Kräfte den Bahnhof angriffen, welcher noch verteidigt wurde. Da die bolschewistischen Truppen nicht mit einem Panzerzug aus dem Rückwärtigen Bereich rechneten, war der Überraschungsmoment auf der Seite des Panzerzuges. Er beschleunigte die Fahrt und eröffnete das Feuer aus den Maschinengewehren. Die feindlichen Truppen waren so überrascht, dass sie keine Gegenwehr boten und sich nur in Sicherheit brachten. So erreichte der Panzerzug unter Jubel der Verteidiger den Bahnhof von Sedlowa.
Am Bahnhof erhielt der Panzerzug Witjas vom General Molchanow den Befehl, unter Volldampf und ohne Halt direkt zum Bahnhof in Borsja zu fahren. Dennoch musste der Panzerzug zwischendurch an einem Bahnhof stoppen um Wasser aufzufüllen. Dort befand sich die kombinierte Division unter dem General Kruglewski. Während des Auffüllens wurde der Bahnhof durch feindliche Artillerie beschossen. Der General bat den Kommandanten des Panzerzuges um Hilfe und die noch vorhandene Artillerie begann mit dem erfolgreichen Gegenbeschuss. Dann setzte der Panzerzug seinen Weg in Richtung der chinesische Grenze weiter fort. Nachdem der Panzerzug die Kreuzung 86 in der Nähe der Grenze erreicht hatte, fiel die Dampflokomotive endgültig aus. Der Besatzung blieb nichts anderes übrig, als den Panzerzug zu verlassen und die restlichen Wagen zu sprengen. Somit endete die Dienstzeit des Panzerzug Witjas im Herbst 1920.

## Zugpersonal
Die Besatzung des Panzerzug Witjas stammte aus der Offizierskompanie der Wolga-Brigade. Dementsprechend befanden sich 100 Offiziere und nur 35 Mannschaftssoldaten im Panzerzug.
- Zugkommandant Oberstleutnant Fjodor Mejbom
- 1. Artilleriekommandant Hauptmann Fedorow
- 2. Artilleriekommandant Stabshauptmann Artomaschew
- Lokomotivführer Pjotr Sidorowitsch Ogurtsow